# لنکستر
 لنکستر  (به انگلیسی: City of Lancaster) شهری است در انگلستان واقع در ناحیه شمال غربی انگلستان. 
طبق سرشماری سال ۲۰۱۱ حدود ۱۴۴,۲۴۶ نفر می‌باشد. ۹۷/۸٪ سفیدپوست، ۰/۷٪ آسیایی و ۰/۲٪ سیاه‌پوست می‌باشد.